# Hieraaetus ayresii
L'aquila minore di Ayres (Hieraaetus ayresii (Gurney, 1862)) è un uccello rapace della famiglia degli Accipitridi, diffuso nell'Africa subsahariana.